# Tolegnaro sagani
Tolegnaro sagani is een spinnensoort in de familie van de dwergcelspinnen (Oonopidae). De spin behoort tot het geslacht Tolegnaro. De wetenschappelijke naam van de soort werd voor het eerst geldig gepubliceerd in 2012 door Álvarez-Padilla, Ubick & Griswold. De soort is vernoemd naar Carl Sagan.
De soort is endemisch in Madagaskar. Het holotype werd gevonden in Toliara op en hoogte van 10 meter.
Mannetjes hebben een gemiddelde lengte van 1,40 millimeter en vrouwtjes hebben een gemiddelde lengte van 1,56 millimeter.